# Stołeczne Zakłady Winiarsko-Spożywcze Przemysłu Terenowego „Warsowin”
Stołeczne Zakłady Winiarsko-Spożywcze Przemysłu Terenowego „Warsowin” – wielozakładowe przedsiębiorstwo z sektora przetwórstwa spożywczego z siedzibą w Warszawie, działające w latach 1954–2003.

## Opis
Przedsiębiorstwo zostało utworzone w 1954 roku na bazie aktywów kilku podmiotów prywatnych.
Na początku lat 70. XX wieku w skład „Warsowinu” wchodziło 9 zakładów produkcyjnych, m.in. winiarnia i rozlewnia napojów gazowanych przy ul. Żelaznej 59 oraz octownia i musztardziarnia przy ul. 1 Sierpnia 30b. Przedsiębiorstwo produkowało napoje gazowane, ocet, wino, wino owocowe, miody pitne i musztardę. W 1965 otrzymało złoty medal za miody pitne na Światowej Olimpiadzie Jakości w Luksemburgu.
W 1995 ogłoszono upadłość, a postępowanie upadłościowe zostało zakończone w 2003.
W 2023 roku Urząd m.st. Warszawy ogłosił konkurs na budowę osiedla mieszkaniowego na terenie zlikwidowanego zakładu przy ul. 1 sierpnia.

## Upamiętnienie
W listopadzie 2021 Rada m.st. Warszawy jednogłośnie nadała nazwę ulica Warsowin drodze w dzielnicy Włochy, zlokalizowanej po północnej stronie ulicy 1 Sierpnia. Uchwała w tej sprawie została jednak uchylona przez wojewodę mazowieckiego Konstantego Radziwiłła, który uznał ją za sprzeczną z ustawą o wychowaniu w trzeźwości i zapobieganiu alkoholizmowi. W jego ocenie nowo nadana nazwa promowała producenta napojów alkoholowych, co stało w sprzeczności z promowaniem idei abstynencji i zdrowego stylu życia.
W styczniu 2022 Rada m.st. Warszawy odwołała się od rozstrzygnięcia nadzorczego wojewody do Wojewódzkiego Sądu Administracyjnego (WSA) w Warszawie. Po korzystnym dla miasta orzeczeniu WSA wojewoda wniósł kasację do Naczelnego Sądu Administracyjnego (NSA), który uchylił w całości wyrok WSA i utrzymał w mocy decyzję nadzorczą wojewody. NSA ocenił, że Warsowin stanowił nazwę napoju alkoholowego o zawartości 11–13%, i nazwa ulicy jest jego reklamą, na co nie zezwalają przepisy ustawy o wychowaniu w trzeźwości i zapobieganiu alkoholizmowi. Sąd uznał także, że sprzeczne z preambułą tej ustawy, mówiącej o uznaniu życia obywateli w trzeźwości za niezbędny warunek moralnego i materialnego dobra Narodu, jest również honorowanie przedsiębiorstw wytwarzających alkohol.